# الیوپ

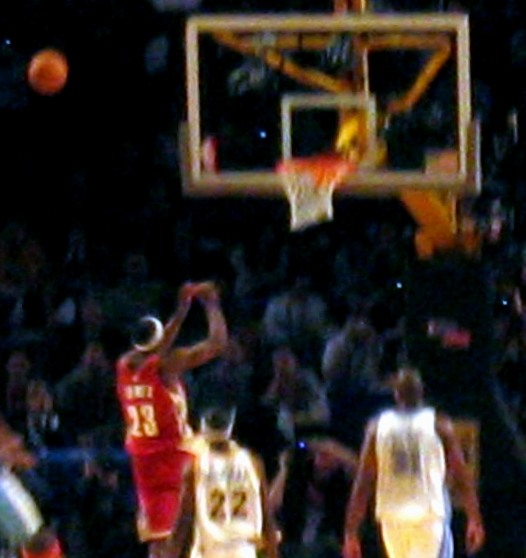
حرکت الیوپ در بسکتبال

اَلیوپ (به انگلیسی: Alley-oop) در بسکتبال به این صورت است که بازیکن توپ را به سمت تخته می‌اندازد و سپس بلافاصله پریده و توپ را به سمت حلقه بسکتبال پرتاب می‌کند. البته به صورت الیوپ دانک هم امکان انجام شدن آن وجود دارد به صورتی که بعد از پرتاب توب به سمت تخته بازیکن بلافاصله پریده و توپ را گرفته و با دو دست داخل حلقه قرار بدهد. انجام دادن الیوپ، نیازمند ترکیبی از زمان‌بندی (تایمینگ) ریباند دقیق می‌باشد.